# 比米安索
比米安索是西班牙加利西亚自治区拉科鲁尼亚省的一个市镇。总面积187km², 总人口8542人（2001年），人口密度46人/km²。

## 图集

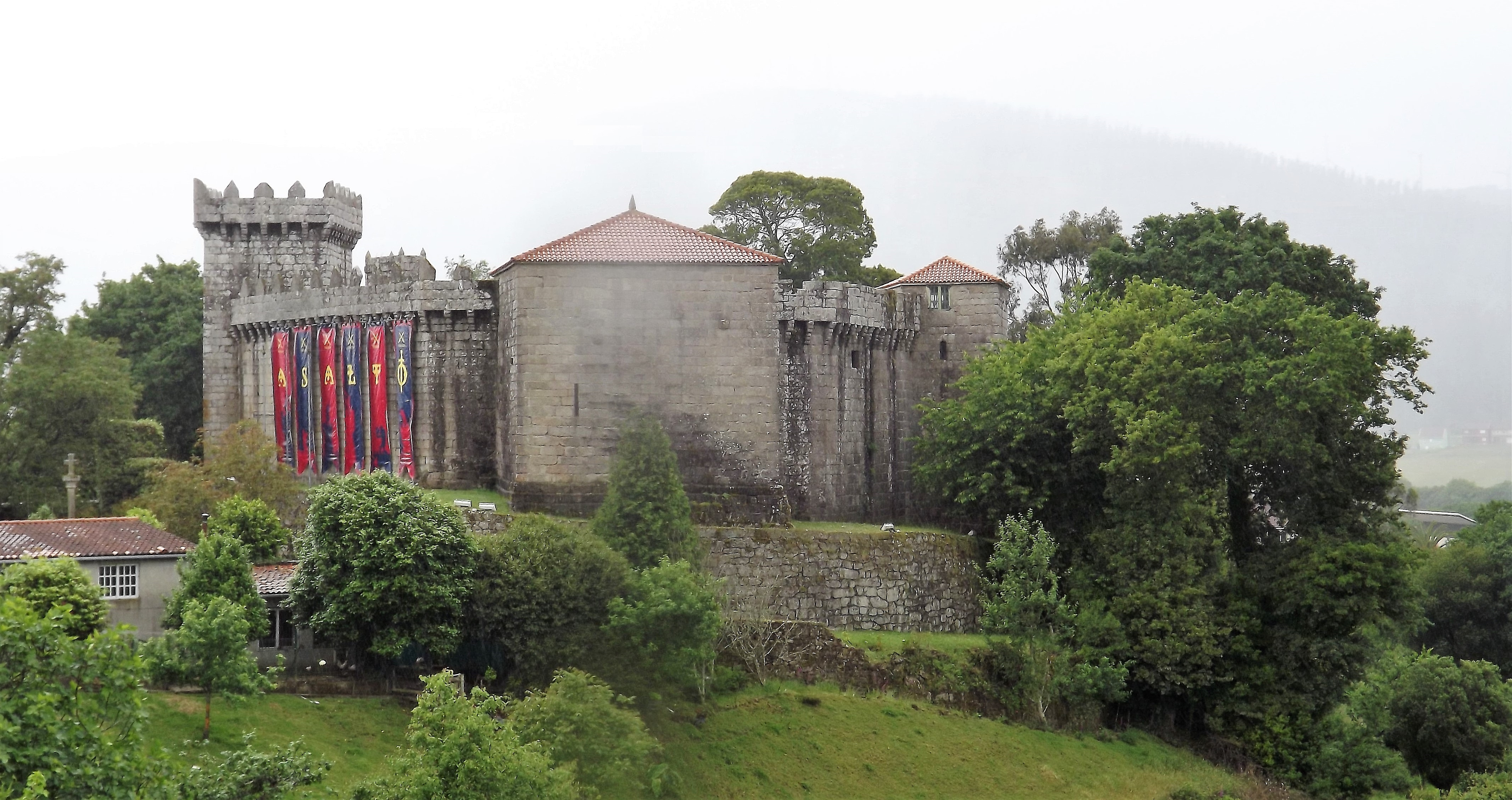
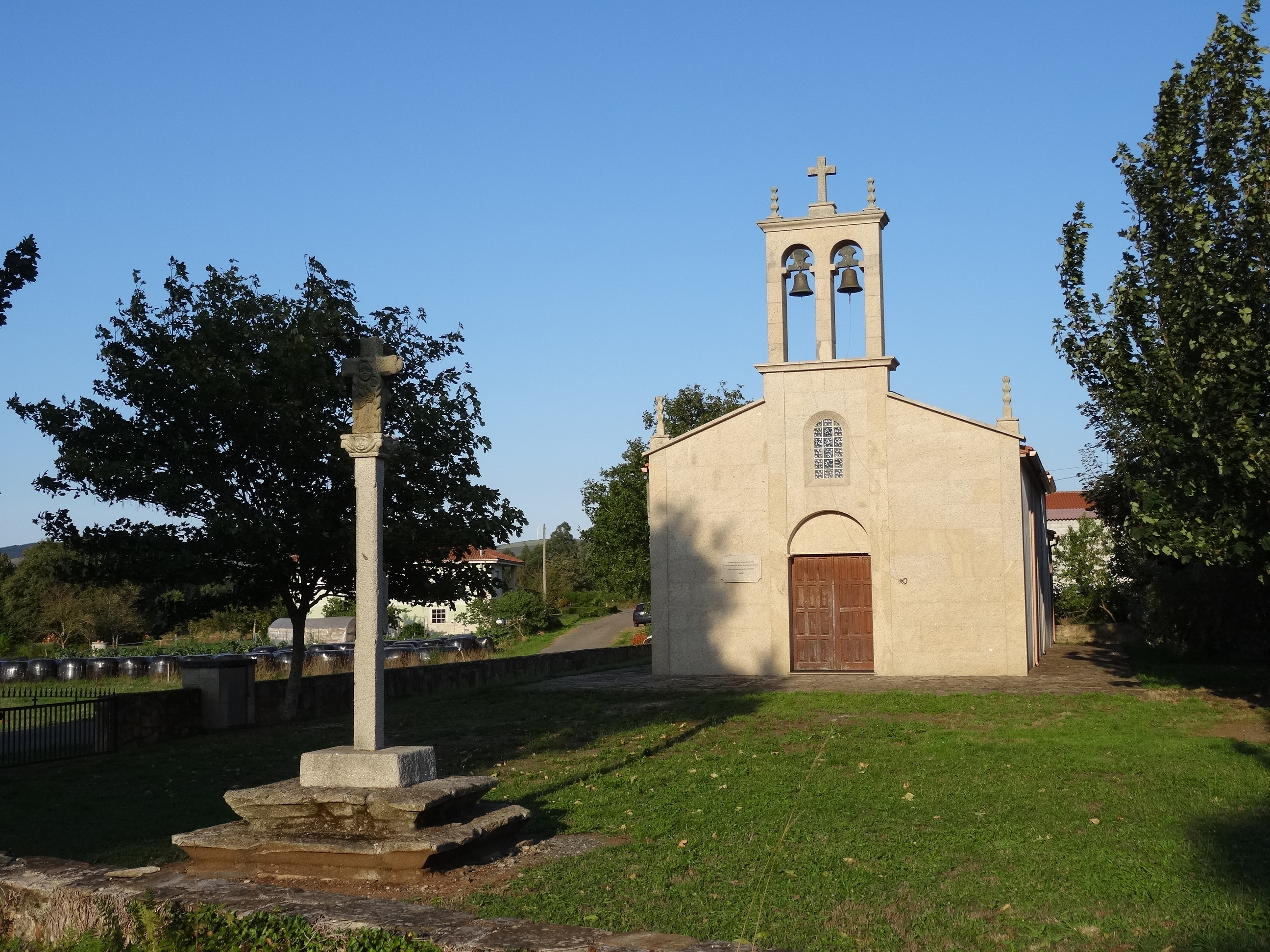
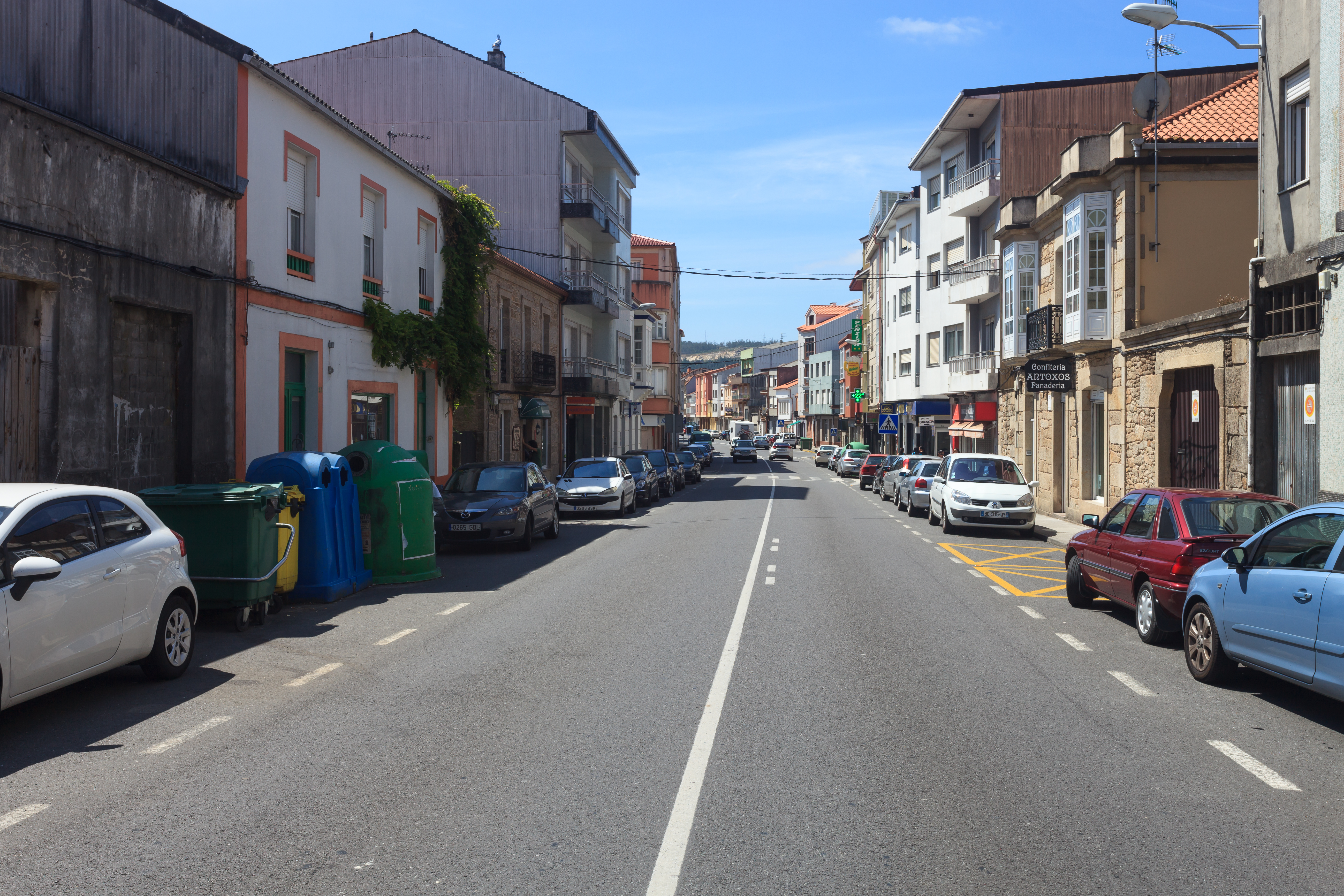
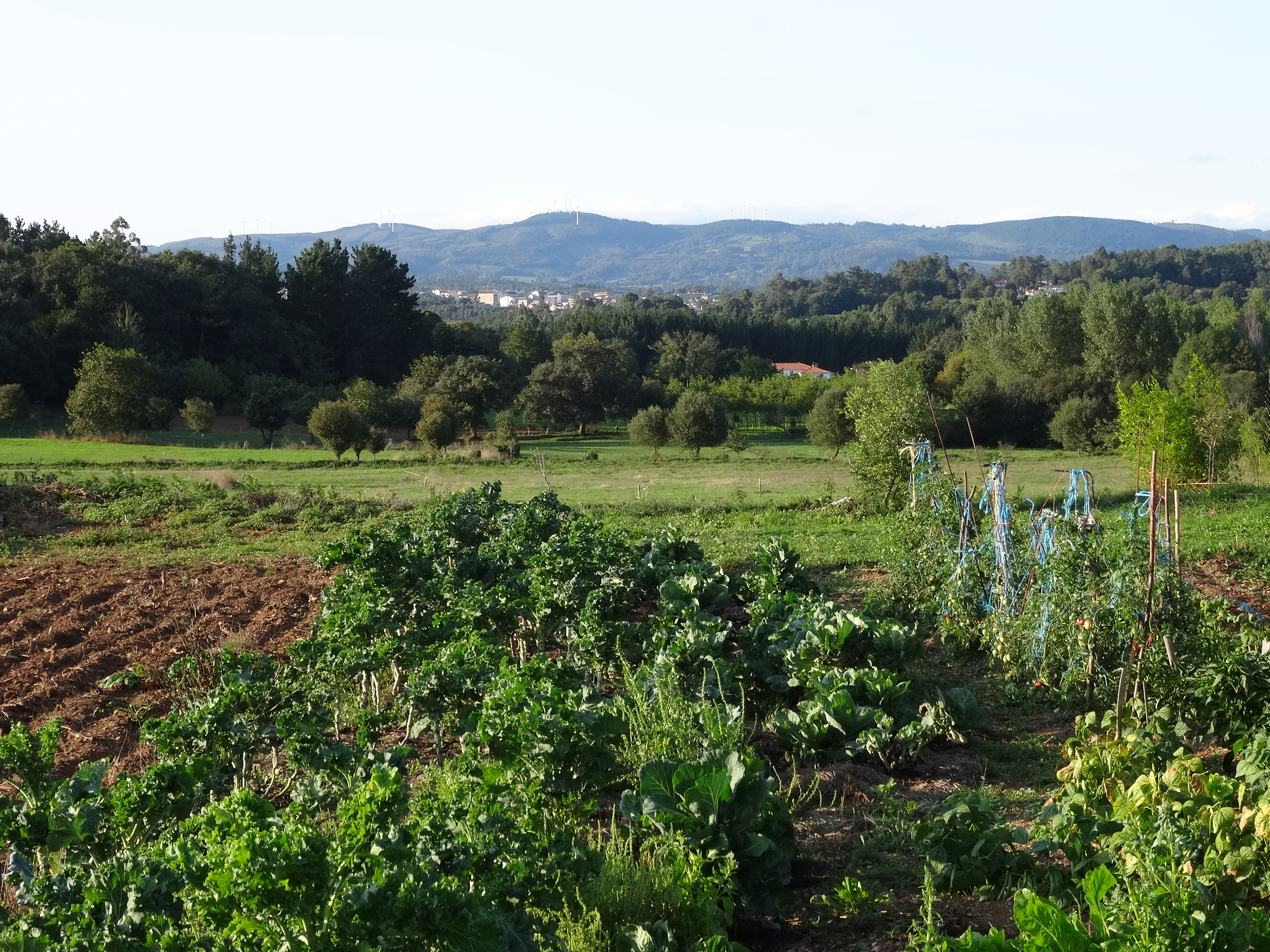

## 人口
| 比米安索历史人口变化图                                     |
|                                                            |
| 来源：西班牙国家统计局（1900-1991年，实际人口）（2000年-） |